# Antonio Hercolani
Antonio Hercolani, voluit graaf Antonio Hercolani Fava Simonetti (Bologna, 22 januari 1883 – 18 juni 1962), was een Italiaans luitenant-grootmeester van de Orde van Malta.

## Levensloop
Hij was een telg uit een van de oudste adellijke families in Bologna. Zijn ouders waren Alfonso Hercolani (1855-1922) en Albertina Lupi di Moirano (1851-1883). Alfonso was achtste Prins Hercolani, Markies van Blumberg, Patriciër van, Ridder van Eer en Devotie van de Orde van Malta.
Antonio volgde zijn vader in al deze titels op. In de Orde van Malta legde hij geen religieuze geloften af maar vervulde wel verschillende hoge functies.
In 1912 trouwde hij in Bologna met Marianna Ghislieri Fava Simonetti (1891-1919), dochter van graaf Alessandro Ghislieri en van Isotta Fava Simonetti. In 1921 kreeg hij vergunning om Fava Simonetti aan de familienaam toe te voegen.
Het echtpaar had een enige zoon, Filippo Rinaldo Hercolani (1913–2002), met afstammelingen tot heden.

## Orde van Malta
Hercolani was binnen de Orde onder meer baljuw van de grootpriorij van Rome en ontvanger van de Gemeenschappelijke schatkist.
Hij werd het oudste lid van de soevereine raad, wat hem tot luitenant-grootmeester voorbestemde bij het overlijden van de grootmeester. Na het overlijden van grootmeester Chigi (1866-1951), te midden de strijd die was losgebroken met de Heilige Stoel, nam hij het heft in handen en liet onmiddellijk aan de buitenwereld weten dat hij, in overeenstemming met de statuten, het ambt van luitenant-grootmeester op zich nam. De mogelijkheid dat door het Vaticaan een regent zou worden aangesteld, werd hierdoor de pas afgesneden.
Gedurende vijf jaar loodste hij de orde doorheen de talrijke juridische ruzies die werden opgeworpen door leden van pauselijke instellingen, en doorheen de discussies die uitmondden op een eerste overeenkomst. Deze liet toe om in 1956 een nieuwe luitenant-grootmeester te verkiezen, en in 1962 een nieuwe grootmeester.
Hercolani, die zelf geen kandidaat meer was, werd opgevolgd door Ernesto Paterno.